# Championnats du monde d'Ironman 1994
Navigation
Édition précédente Édition suivante
Les championnats du monde d'Ironman 1994 se déroule le 15 octobre 1994 à Kailua-Kona  dans l'État d'Hawaï. Ils sont organisés par la World Triathlon Corporation.

## Résultats du championnat du monde

### Hommes
| Pos.     | Temps           | Nom             | Pays       | Détail temps | Détail temps | Détail temps    | Détail temps | Détail temps    |
| Pos.     | Temps           | Nom             | Pays       | Natation     | T1           | Cyclisme        | T2           | Course à pied   |
| -------- | --------------- | --------------- | ---------- | ------------ | ------------ | --------------- | ------------ | --------------- |
|          | 8 h 20 min 27 s | Greg Welch      | Australie  | 50 min 22 s  | 0 min 00 s   | 4 h 41 min 07 s | 0 min 00 s   | 2 h 48 min 58 s |
|          | 8 h 24 min 32 s | Dave Scott      | États-Unis | 51 min 48 s  | 0 min 00 s   | 4 h 39 min 16 s | 0 min 00 s   | 2 h 53 min 28 s |
|          | 8 h 31 min 56 s | Jeff Devlin     | États-Unis | 58 min 49 s  | 0 min 00 s   | 4 h 34 min 06 s | 0 min 00 s   | 2 h 59 min 01 s |
| 4        | 8 h 34 min 00 s | Jürgen Zäck     | Allemagne  | 54 min 15 s  | 0 min 00 s   | 4 h 35 min 32 s | 0 min 00 s   | 3 h 04 min 13 s |
| 5        | 8 h 34 min 32 s | Olaf Sabatschus | Allemagne  | 59 min 13 s  | 0 min 00 s   | 4 h 42 min 06 s | 0 min 00 s   | 2 h 53 min 23 s |
| 6        | 8 h 39 min 26 s | Lothar Leder    | Allemagne  | 54 min 20 s  | 0 min 00 s   | 4 h 45 min 47 s | 0 min 00 s   | 2 h 59 min 19 s |
| 7        | 8 h 39 min 59 s | Frank Heldoorn  | Pays-Bas   | 54 min 13 s  | 0 min 00 s   | 4 h 42 min 53 s | 0 min 00 s   | 3 h 02 min 53 s |
| 8        | 8 h 40 min 54 s | Jean Moureau    | Belgique   | 54 min 12 s  | 0 min 00 s   | 4 h 42 min 23 s | 0 min 00 s   | 3 h 04 min 19 s |
| 9        | 8 h 41 min 43 s | Ken Glah        | États-Unis | 51 min 48 s  | 0 min 00 s   | 4 h 37 min 42 s | 0 min 00 s   | 3 h 12 min 13 s |
| 10       | 8 h 47 min 27 s | Miyazuka Hideya | Japon      | 58 min 32 s  | 0 min 00 s   | 4 h 47 min 23 s | 0 min 00 s   | 3 h 01 min 32 s |
| Source : |                 |                 |            |              |              |                 |              |                 |

### Femmes
| Pos.     | Temps            | Nom                | Pays       | Détail temps    | Détail temps | Détail temps    | Détail temps | Détail temps    |
| Pos.     | Temps            | Nom                | Pays       | Natation        | T1           | Cyclisme        | T2           | Course à pied   |
| -------- | ---------------- | ------------------ | ---------- | --------------- | ------------ | --------------- | ------------ | --------------- |
|          | 09 h 20 min 14 s | Paula Newby-Fraser | États-Unis | 54 min 19 s     | 0 min 00 s   | 5 h 02 min 25 s | 0 min 00 s   | 3 h 23 min 30 s |
|          | 09 h 28 min 08 s | Karen Smyers       | États-Unis | 58 min 22 s     | 0 min 00 s   | 5 h 10 min 55 s | 0 min 00 s   | 3 h 18 min 51 s |
|          | 09 h 43 min 30 s | Fernanda Keller    | Brésil     | 1 h 05 min 05 s | 0 min 00 s   | 5 h 15 min 39 s | 0 min 00 s   | 3 h 22 min 46 s |
| 4        | 09 h 46 min 02 s | Wendy Ingraham     | États-Unis | 54 min 13 s     | 0 min 00 s   | 5 h 14 min 55 s | 0 min 00 s   | 3 h 36 min 54 s |
| 5        | 09 h 53 min 39 s | Donna Peters       | États-Unis | 58 min 40 s     | 0 min 00 s   | 5 h 22 min 33 s | 0 min 00 s   | 3 h 32 min 26 s |
| 6        | 09 h 54 min 29 s | Ute Mückel         | Allemagne  | 51 min 42 s     | 0 min 00 s   | 5 h 23 min 12 s | 0 min 00 s   | 3 h 39 min 35 s |
| 7        | 09 h 54 min 41 s | Julie-Anne White   | États-Unis | 1 h 02 min 59 s | 0 min 00 s   | 5 h 27 min 39 s | 0 min 00 s   | 3 h 24 min 03 s |
| 8        | 09 h 56 min 34 s | Sabine Westhoff    | Allemagne  | 54 min 09 s     | 0 min 00 s   | 5 h 21 min 56 s | 0 min 00 s   | 3 h 40 min 29 s |
| 9        | 09 h 57 min 27 s | Ines Estedt        | Allemagne  | 1 h 06 min 04 s | 0 min 00 s   | 5 h 28 min 54 s | 0 min 00 s   | 3 h 22 min 29 s |
| 10       | 10 h 02 min 31 s | Angela Milne       | Australie  | 1 h 01 min 25 s | 0 min 00 s   | 5 h 25 min 39 s | 0 min 00 s   | 3 h 35 min 27 s |
| Source : |                  |                    |            |                 |              |                 |              |                 |